# Azuurijsvogel
De azuurijsvogel (Ceyx azureus synoniem: Alcedo azurea) is een kleine ijsvogel die voorkomt in rijk begroeide gebieden met water in Australazië.

## Kenmerken
De azuurijsvogel is 17 tot 19 cm lang. De vogel heeft een oranjekleurige borst en buik en is diepblauw van boven. Er is een witte vlek op de zijkant van de hals en een kleine vuilgele of -witte vlek tussen het oog en de snavel. De snavel is zwart en de poten zijn rood.

## Verspreiding en leefgebied
Er worden zeven ondersoorten onderscheiden:
- C. a. affinis (Gray, GR, 1861): noordelijke Molukken.
- C. a. yamdenae (Rothschild, 1901): Romang en Tanimbar.
- C. a. lessonii (Cassin, 1850): westelijk, zuidelijke en zuidoostelijk Nieuw-Guinea en de D'Entrecasteaux-eilanden.
- C. a. ochrogaster (Reichenow, 1903): noorden en noordwesten van Nieuw-Guinea.
- C. a. ruficollaris (Bankier, 1841): Noord-Australië.
- C. a. azureus: Oost- en Zuidoost-Australië.
- C. a. diemenensis (Gould, 1846): Tasmanië.

De azuurijsvogel is een vogel van dicht struikgewas, bos of mangrove, altijd in de buurt van water en met nestelgelegenheid in de vorm van oevers waarin de vogel een nestholte kan graven. Dit kan zijn in kustgebieden of bossen met moerassen, plassen en beekjes tot op 1200 m boven de zeespiegel.

## Status
De azuurijsvogel heeft een enorm groot verspreidingsgebied en daardoor is de kans op uitsterven gering. Plaatselijk gaat deze ijsvogel in aantal achteruit. Echter, het tempo ligt onder de 30% in tien jaar (minder dan 3,5% per jaar). Om deze redenen staat deze dwergijsvogel (door BirdLife International Alcedo azurea genoemd) als niet bedreigd op de Rode Lijst van de IUCN.

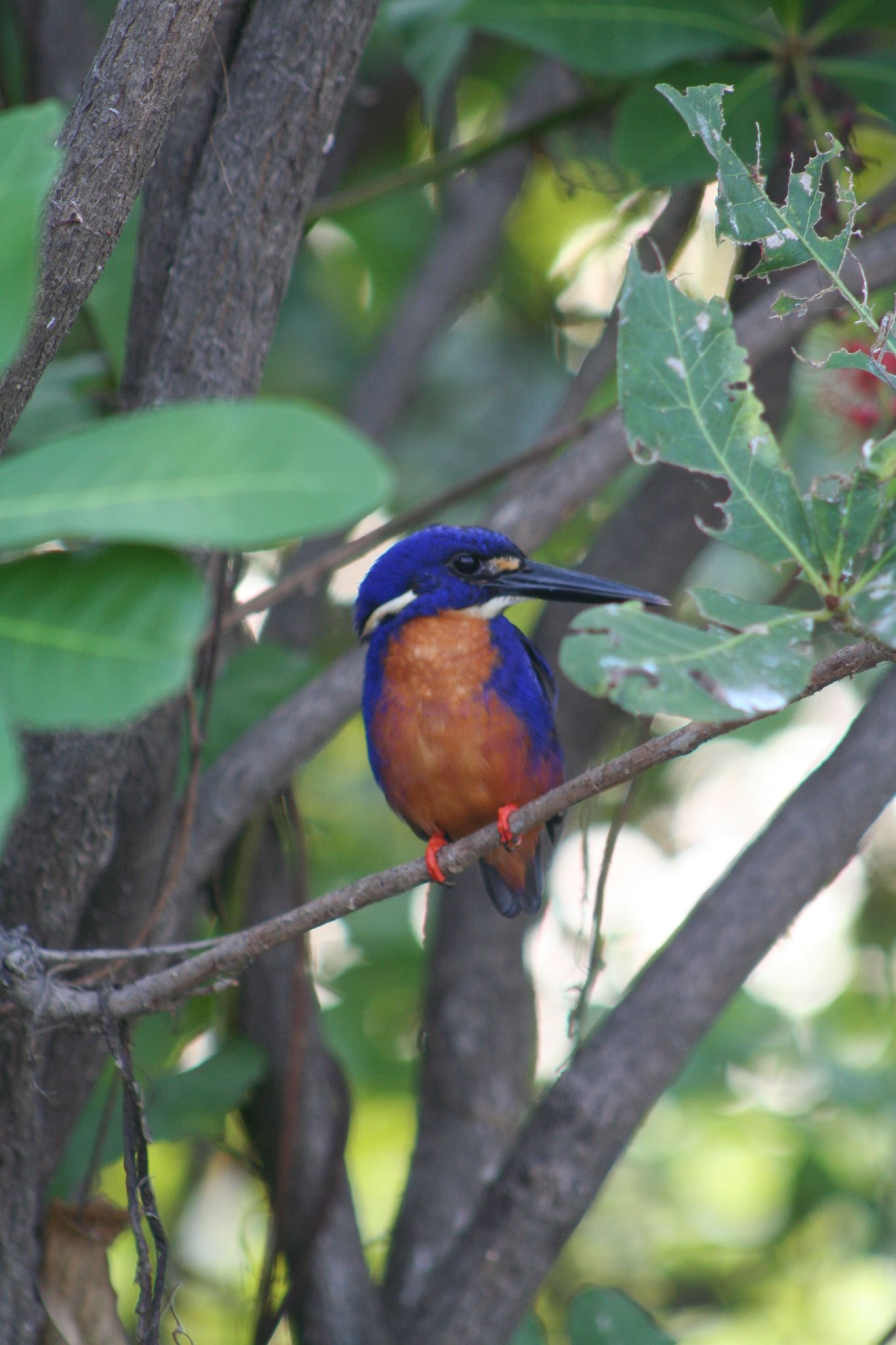
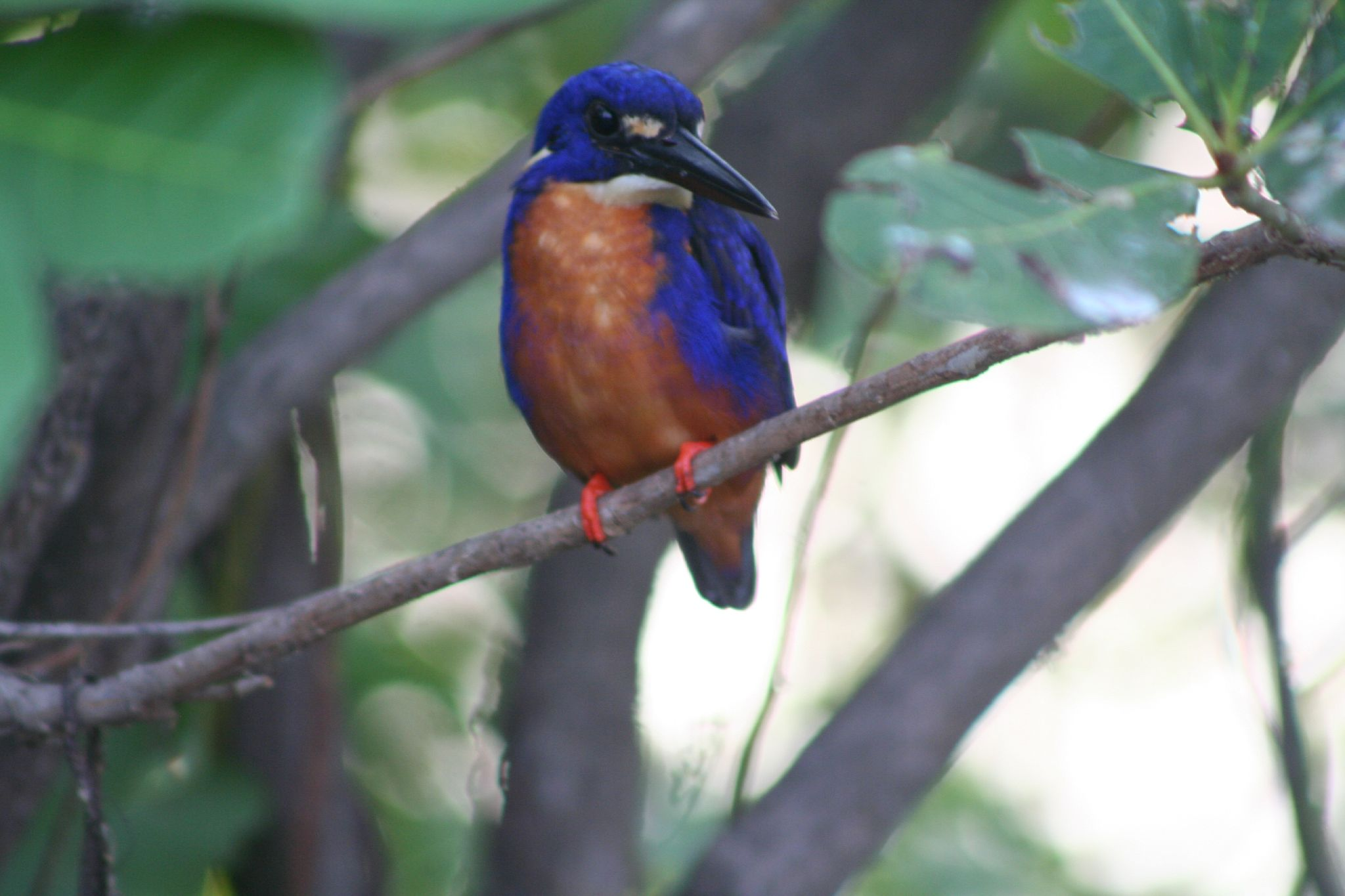
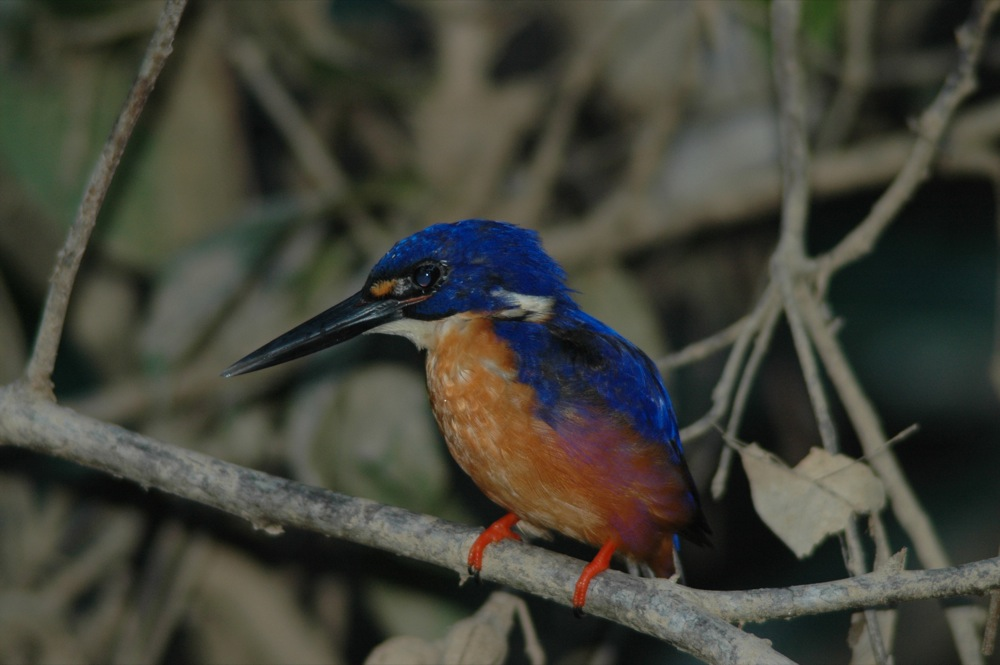
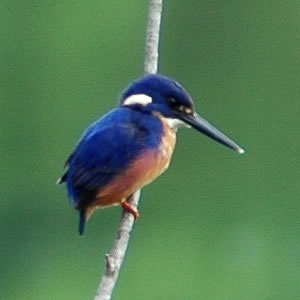
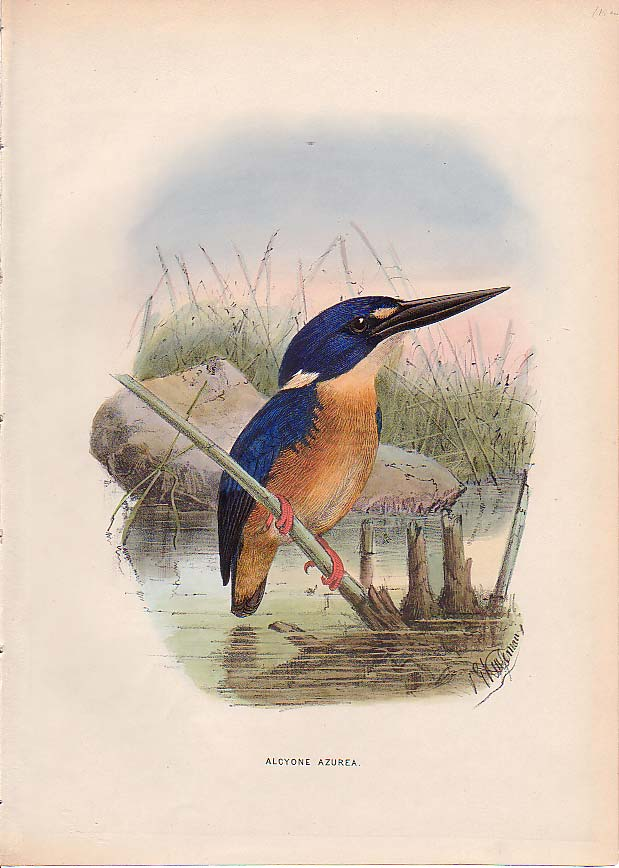
Afbeelding gemaakt door John Gerrard Keulemans)